# Félix Pardon
Félix Leopold Philippe Henri Pardon (Sint-Joost-ten-Node, 2 juni 1851 – Lombardsijde, 7 juli 1921) was een Belgisch componist.
Hij was zoon van Philippe Henri Joseph Pardon, redacteur bij het Brussels weekblad L’Ami du peuple en Cémire Domithilde l’Heureux.
Hij kreeg muziekopleiding aan het Conservatorium van Brussel. Zijn docenten daarbij waren Alphonse Mailly (piano), François-Auguste Gevaert en François-Joseph Fétis (beide compositieleer). Een van zijn vroege werken, de cantate Le dernière nuit de Faust op tekst van Gustave Lagye, leverde hem in 1869 een tweede prijs binnen de Prix de Rome op, samen met een werk van Émile Mathieu. Al een jaar eerder was hij door Fétis aangesteld als docent van de compositieklas van het Brussels conservatorium. Hij was tevens repetitor van het orkest en gezelschap van de Koninklijke Muntschouwburg en zag in die hoedanigheid zijn eigen werken aldaar uitgevoerd worden. Zo was zijn operette Le jeunesse de Gretry (1871) en ballet Le lion amoureux (1887) aldaar te horen. In 1873 pakte hij zijn biezen en vertrok naar Parijs om er diezelfde functies uit te oefenen bij de Opéra Comique in Parijs, alwaar hij in 1879 ook zangleider werd. In 1882 nam hij een functie aan bij het Eden Theatre. Rond 1885 keerde hij terug naar Brussel en werd er pianist-begeleider. Hij werd er tevens muziekcriticus  van L'Étoile belge.
Pardon leidde omstreeks 1896 een fietsend fanfarekorps (Velo-Fanfares-Bruxelles), samengesteld uit leerlingen van het conservatorium.
Andere noemenswaardige werken zijn:
- opera Le baiser (1876)
- opera Maitre Pierrot (1880)
- operette Friscoff l’américain (1879)
- operette La folle journée (1879)
- orkestwerk Sérénade de Pierrot
- orkestwerk La chasse au loup (1887)
- cantate voor de vrijmetselaarsloge